# Гейссер, Людвиг
Людвиг Гейссер (1818—1867) — немецкий историк.

## Биография
Будучи профессором в Гейдельберге, он при возникновении политического движения 1847 г. вместе с Гервинусом и другими основал «Deutsche Zeitung», а в следующем году избран был в баденскую палату, где проводил, как и в газете, конституционные учения и защищал дружественные Пруссии взгляды. Дальнейший ход событий побудил его покинуть в 1850 г. парламентскую арену и перейти профессором в Цюрих. В конце 1850-х гг. он возвратился в Гейдельберг и снова был выбран в баденскую палату депутатов, где поддерживал свободомыслящих в церковном вопросе и боролся с великогерманской партией. Как преподаватель, он производил на слушателей сильное впечатление.

## Труды
- «Deutsche Geschichte vom Tode Friedrich des Gr. bis zur Gründung des Deutschen Bundes» (Лейпциг, 1854—57), лучшее сочинение по истории этой эпохи;
- «Ueber die teutschen Geschichtsschreiber vom Anfang des Frankenreichs bis auf die Hohenstauffen» (Гейдельберг, 1834);
- «Geschichte der rheinischen Pfalz» (там же, 1845);
- «Geschichte des-Zeitalters der Reformation 1517—1648»;
- «Geschichte der französischen Revolution 1789—1799» (изд. Онкена, 1868 и 1877);
- «Karl Freiherr von Stein» (Лейпциг, 1861);
- «Zur Beurtheilung Friedrich des Gr.» (Гейдельберг, 1862).
- Лекции Гейссера по истории Реформации изданы в русском переводе под ред. В. М. Михайловского (М., 1882), а лекции по Французской революции — под ред. проф. А. С. Трачевского (М., 1870).